# Ahvaz
Ahvaz (en árabe: الأحواز‎ ahvaz / en persa: اهواز‎ ahvāz)es una ciudad iraní, capital de la provincia de Juzestán. Se encuentra localizada a 17 m sobre el nivel del mar, junto a la orilla del río Karún, en el centro de la provincia.

## Historia
El 29 de junio de 2017, en Ahvaz la temperatura alcanzó los 54 °C.

## Etimología
El término Ahvaz deriva de una palabra de origen árabe. En el Diccionario Dekhoda queda definido que "Suq-al-Ahvaz" significa "Mercado de los Khuzis" donde "Suq" queda traducido como "Mercado" en elamita y "Ahvaz" aparece definido con el plural interno (اسم جمع) de "af'āl" (افعال), cuya traducción es "Huz", palabra que aparece por vez primera en inscripciones aqueménidas. Por lo tanto, "Ahvaz" en árabe significa "pueblo huz-i".
El término "Uz", por su parte procede de interpretaciones antiguas de Suz (Susa - Susiana), nombre original elamita de la región.

## Galería

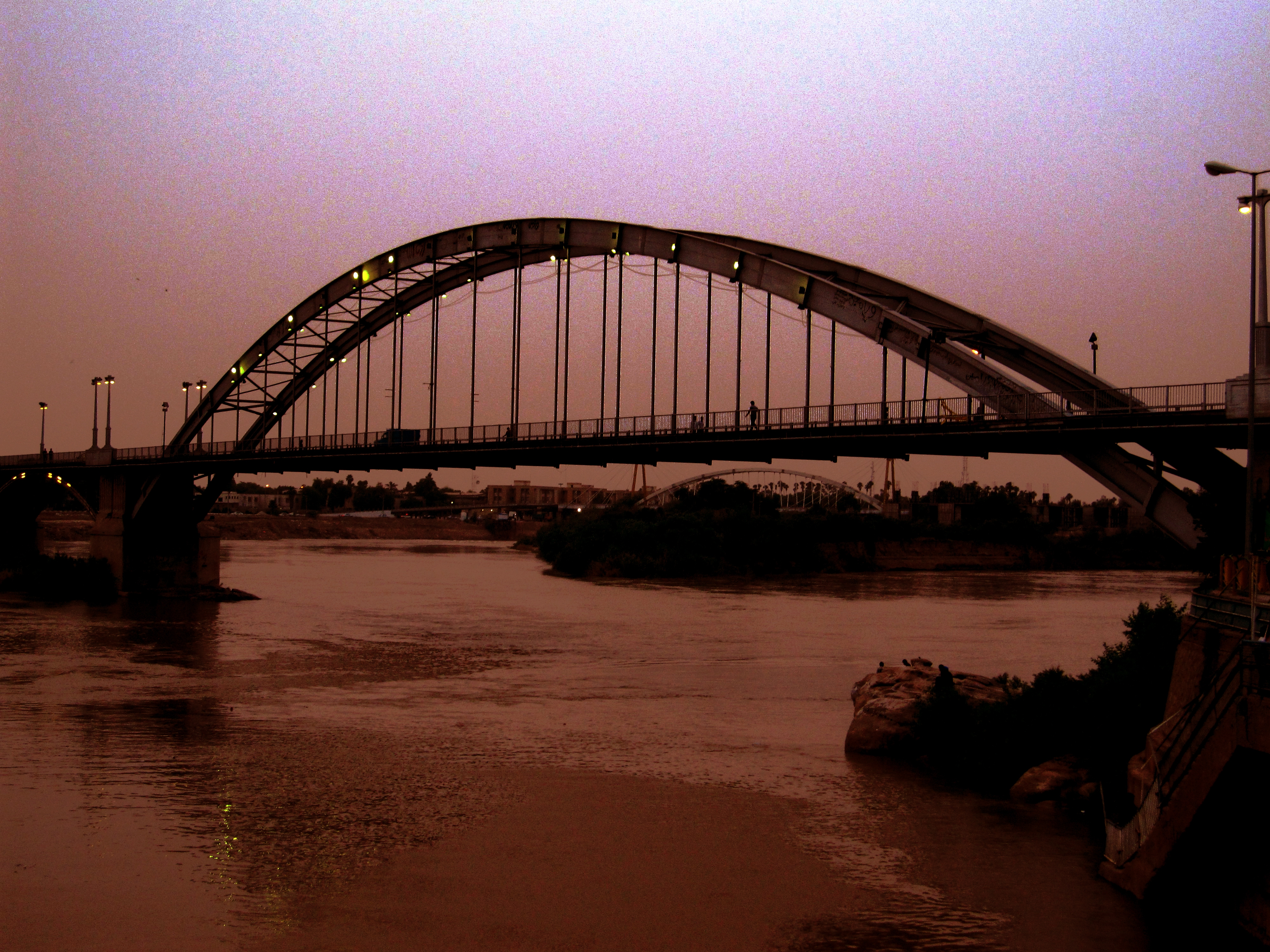
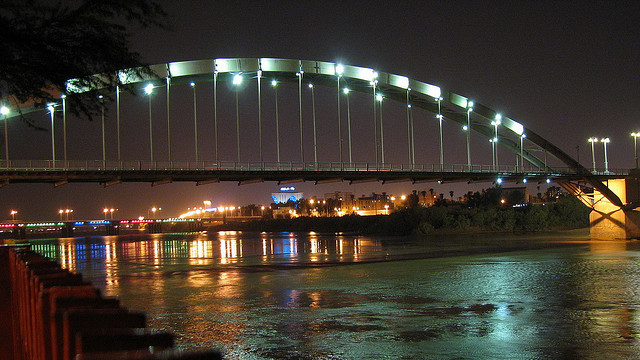
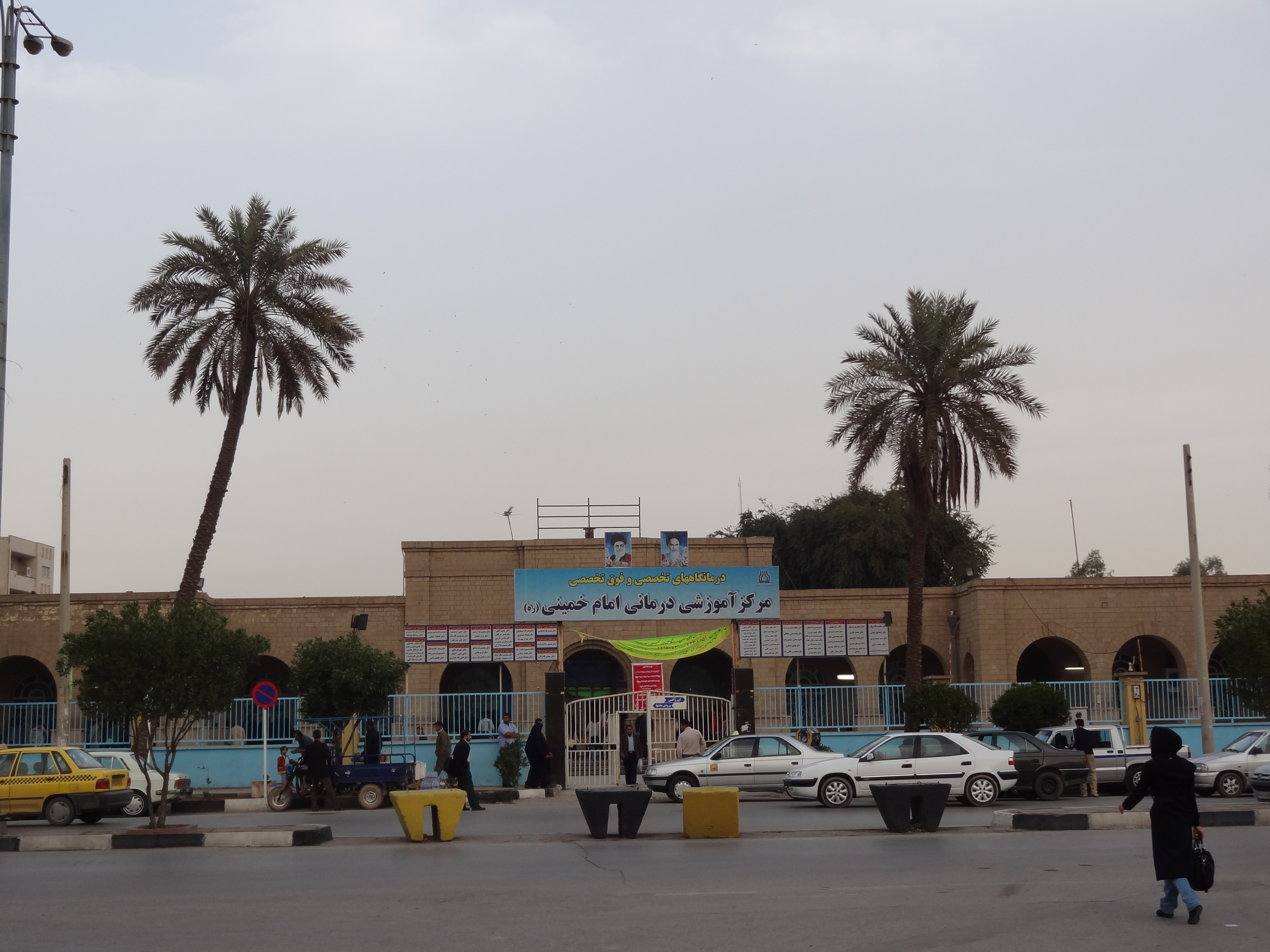
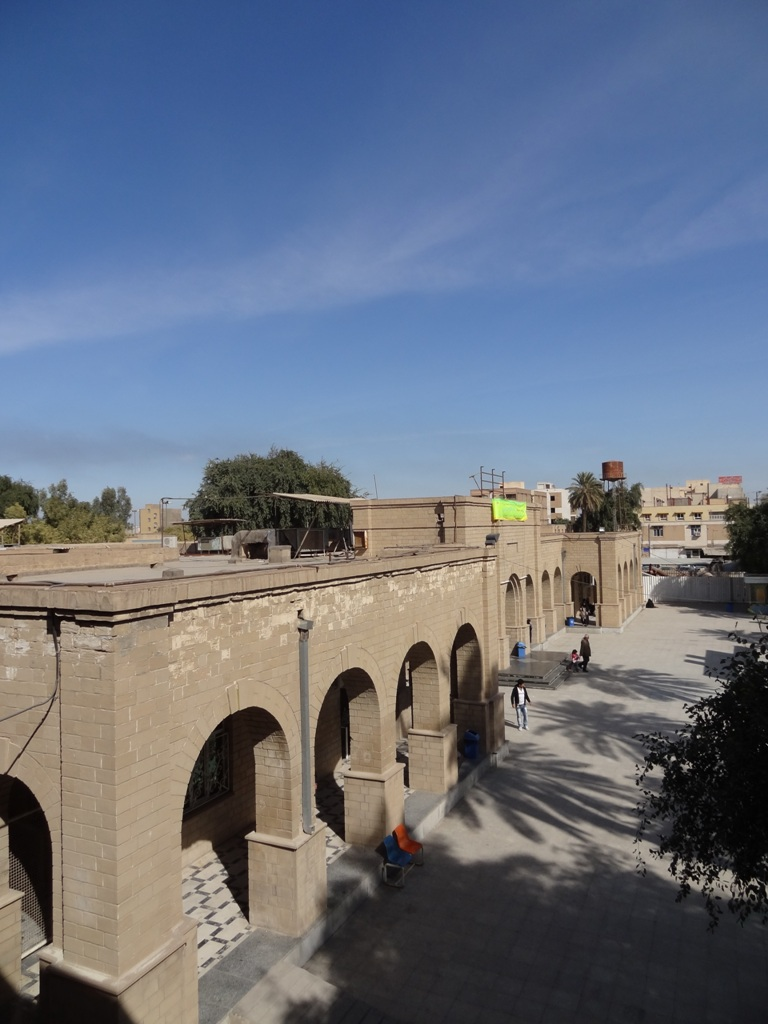
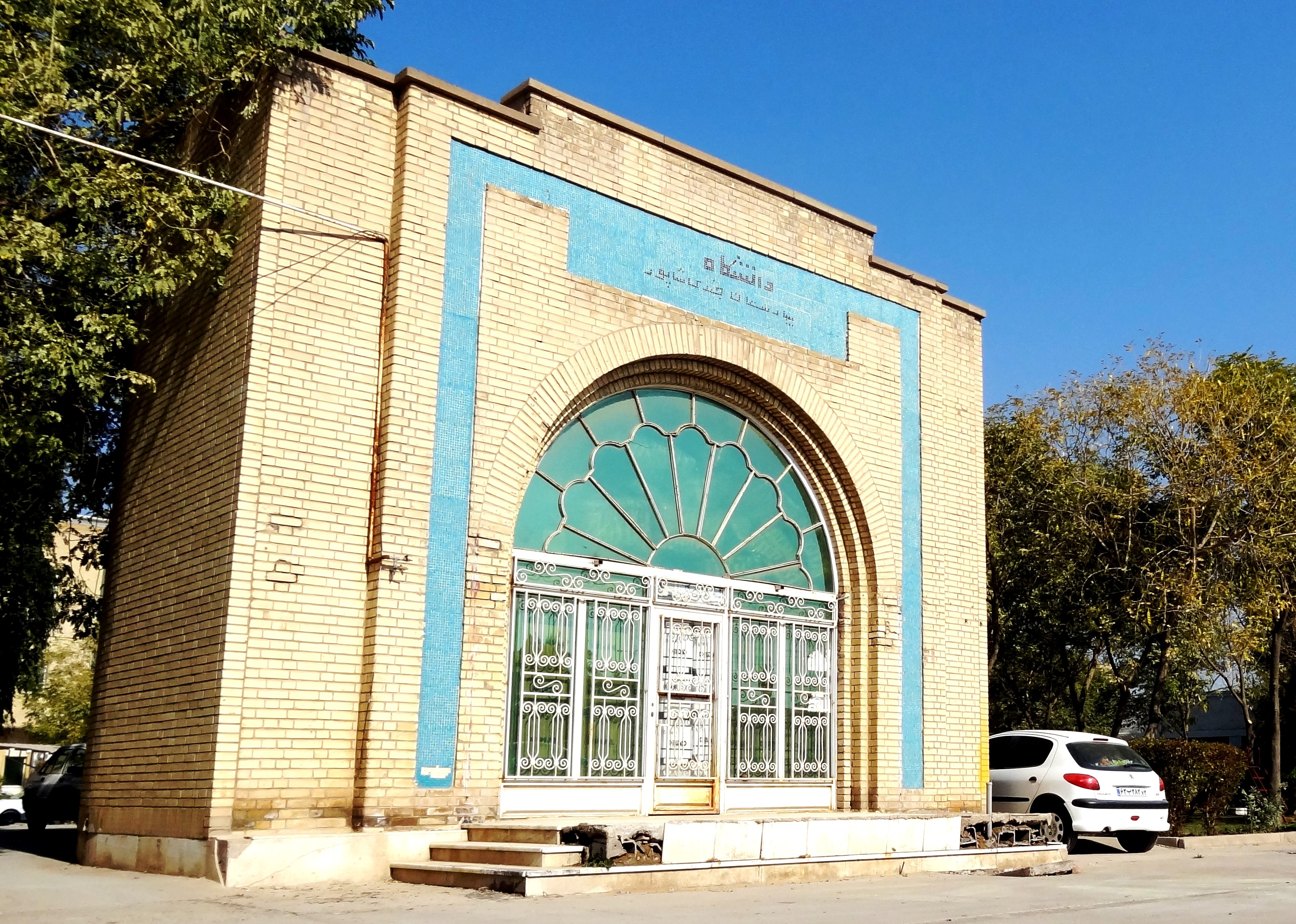